# قوقند
خوقند أو قوقند (بالإنجليزية: Kokand)‏ هي مدينة تقع جنوب غرب وادي فرغانة في ولاية فرغانة شرقي أوزبكستان. يقدر عدد سكانها بـ 233.500 حسب تعداد 2014 نسمة وترتفع عن سطح البحر 409 متر. وتسمى أيضا باسم التدليل «مدينة الرياح».

## أعلام
- إلشود راسولوف
- بختيار أشورماتوف